# Joseph ben Abraham Gikatila
Joseph ben Abraham Gikatila (יוסף בן אברהם ג'יקטיליה -  ou ג'יקאטאליי"ה) est un kabbaliste juif, né à Medinaceli, Castille-et-León, Espagne, en 1248, mort à Penafiel, Portugal, en 1325. Il a enseigné longtemps à l’école kabbalistique de Ségovie, en Espagne.

## Sa vie
Il étudie la Kabbale sous la direction d’Abraham Aboulafia, entre 1272 et 1274. Aboulafia le considère comme le plus brillant de ses disciples. Dans un premier temps, Gikatila est très influencé par la kabbale extatique et prophétique d’Aboulafia, tout en manifestant une grande sympathie pour la philosophie, selon Gershom Scholem.
Gikatila entre en relation dans les années 1280 avec Moïse de Léon, le principal auteur ou compilateur du Sefer Ha Zohar. Dès lors, ils vont s’influencer mutuellement, en développant considérablement la Kabbale.

## Son œuvre
Joseph Gikatila publie, à vingt-six ans, Le Jardin du noyer (Ginat Egoz), un ouvrage cosmologique et métaphysique fondé sur une analyse du système linguistique d'Aboulafia. L’ouvrage  inspirera à Spinoza la fameuse formule : Deus sive Natura (« Dieu, c’est-à-dire la nature »), selon Moshé Idel.

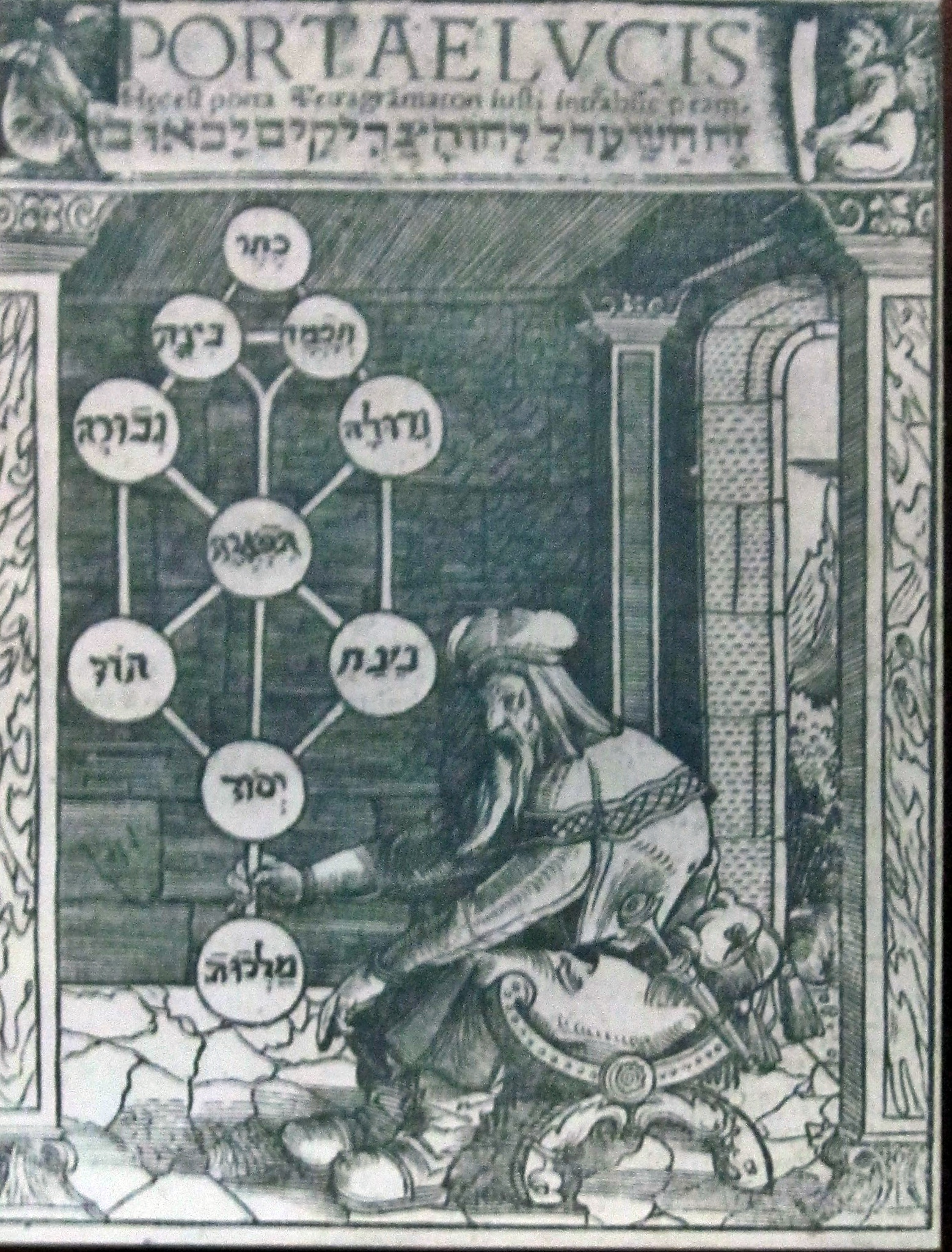
Les Portae Lucis, traduction latine des Sha’aré Orah.

Gikatila est l’auteur de plusieurs représentations du système des sefirot et de leurs liens avec les noms divins considérés comme le tissu littéraire sous-jacent du texte biblique. Ses deux ouvrages principaux, Les Portes de la justice (Sha’aré Tsédeq) et Les Portes de la lumière (Sha’aré Orah), peignent avec précision, d’une manière explicite, la structure anthropomorphe et androgyne du monde divin. Ils proposent un parcours complet des dix degrés de l’émanation (autrement dit des sefirot) et des canaux qui les relient.
Dans d’autres traités, plus brefs, Gikatila propose une interprétation mystique des Commandements, de certaines formules du Talmud et des prières, du secret des Chérubins et du Chabbat.
Il écrit un commentaire sur la vision de la Merkabah d’Ezéchiel, sur la Genèse, sur le Cantique des cantiques, sur le récit de Pâque, sur le nom divin de 42 lettres, enfin un exposé très dense sur les treize attributs de la Miséricorde.
Joseph Gikatila conçoit que le corps du kabbaliste devient comme le sanctuaire où le divin trouve le repos et une place sur la terre. Il parle de la pureté et de la sainteté de chaque organe comme étant le fait de sa transformation en véhicule mystique, autrement dit en résidence de l’organe correspondant du grand corps de Dieu.
Gikatila s’est efforcé de faire une « présentation détaillée, mais cependant claire et systématique de la pensée kabbalistique », selon Gershom Scholem.
Il est considéré comme le principal représentant de la doctrine assimilant l’En Sof (l’Infini) à la première des dix sefirot (Ketter, la Couronne).
« L’abondance de ses écrits, touchant tous les sujets importants, atteste qu’à son époque la Kabbale est déjà en mesure d’offrir une interprétation totale du judaïsme et se pose comme une alternative crédible, non seulement à la philosophie, mais aussi à l’exégèse littérale et au formalisme juridique de l’enseignement rabbinique classique », remarque Charles Mopsik. Avec Gikatila, la Kabbale devient capable de dialoguer de façon critique avec la philosophie, mais aussi d’avancer des propositions en matière de loi religieuse, selon sa propre tradition et sa propre vision des choses.